# Zaza Burchuladze
Œuvres principales
L'ange gonflable (2011)
Zaza Burchuladze (en géorgien : ზაზა ბურჭულაძე), né le 9 septembre 1973, est un écrivain, un dramaturge et un scénariste géorgien.

## Biographie
Zaza Burchuladze est né le 9 septembre 1973 à Tbilissi. Il publie ses histoires depuis 1998 dans les journaux et magazines géorgiens. Il est l'auteur de 5 romans, de nouvelles et de scénarios. Il a également traduit des auteurs russes en géorgien, notamment Dostoïevski.
En 2011, Zaza Burchuladze publie L’Ange Gonflable, son dixième livre. Malgré une récompense par le Prix du meilleur roman Géorgien, l’ensemble de ses œuvres reste mal compris par le lecteur indigène. En 2012, à la suite d'une agression physique et verbale, l’auteur est contraint de quitter son pays pour l’Allemagne, où, soutenu par une fondation culturelle, il continue à travailler dans de meilleures conditions.

## Romans
- 2003 : Jazz minérale  Tbilissi, Logos Press, 2003. Bakur Sulakauri Publishing en 2010.
- 2005 : Evangile selon âne  Logos Press Publishing, 2005
- 2009 : Adibas Tbilissi, Bakur Sulakauri Publishing 2009.
- 2011 : L'ange gonflable Tbilissi, Bakur Sulakauri Publishing, 2011.  (ISBN 9782825143261) [2]